# 구덕고개
구덕고개(九德-)는 부산광역시 서구 엄광산과 구덕산 사이의 220m의 고개로, 현재의 꽃마을에 소재한다.
옛날에는 부산에서 구포·양산·밀양으로 가는 유일한 통로였다. 구덕터널이 개통되기 전까지만 해도 사람들의 왕래가 잦았던 고개로 이름이 나 있다. 